# 57th & 9th
Albums de Sting
The Last Ship
(2013) 44/876
(2018)
Singles
1. I Can't Stop Thinking About You
Sortie : 1er septembre 2016

57th & 9th est le douzième album enregistré en studio par l'auteur-compositeur-interprète britannique Sting, son premier de musique exclusivement rock en treize ans, sorti le 11 novembre 2016. Il s'est vendu à plus de 600 000 exemplaires dans le monde en 2016. 

## Genèse
L'album a été enregistré sur une période de trois mois. Sting a dit de l'échéance serrée : « réintroduire artificiellement cette pression a donné à l'album une sorte d'urgence qu'il n'aurait pas eu autrement ». Le titre de l'album est une référence à l'intersection de New York 57e rue et 9e Avenue, que Sting a traversée tous les jours pour se rendre aux Avatar Studios dans Hell's Kitchen, où une grande partie du disque a été enregistrée. La photo de la pochette de l'album nous le montre d'ailleurs à cette même intersection.
À partir de la fin de 2015 et tout au long de la première moitié de 2016, des images de Sting travaillant dans le studio ont été publiées périodiquement dans ses différents médias sociaux. L'album résultant a finalement été annoncé le 18 juillet 2016. Dans une vidéo teaser publiée par la suite, Sting a décrit l'album comme ayant une sensation spontanée, mettant en vedette « beaucoup de rock'n'roll » avec des thèmes de voyage, de route et de recherche de l'inconnu.

## Musique et paroles
Sting a écrit 50,000 la semaine de la mort de Prince, et en mémoire de plusieurs musiciens célèbres décédés en 2016 : Prince, David Bowie, Glenn Frey et Lemmy. 
One Fine Day est un plaidoyer pour la santé mentale concernant le changement climatique anthropique. 
Selon le magazine Rolling Stone du 11 novembre 2016, les deux titres Heading South on the Great North Road et If You Can't Love Me constituent une sorte de carnet de route à travers le propre passé musical de Sting. Voir la référence sur le site HuffPost : http://quebec.huffingtonpost.ca/2016/07/21/sting-nouvel-album-en-novembre_n_11114244.html
Inshallah est une prière du réfugié teintée de Moyen-Orient. Le mot arabe « Inshallah » signifie « Si Dieu le veut », ou selon les mots de Sting : « Si c'est la volonté de Dieu, alors ainsi soit-il ». 
The Empty Chair est une chanson inspirée par le journaliste américain James Foley qui a été enlevé et tué par Daesh (alias État islamique d'Irak ou ISIS).

## Promotion
Sting a débuté la version studio de I Can't Stop Thinking About You - et a interprété la chanson en direct - le 31 août 2016 dans le Red Bull Sound Space à la station de radio de Los Angeles KROQ. Dans un article publié le 25 juillet 2016, Roger Friedman a écrit que le premier single, I Can't Stop Thinking About You, serait publié le 2 septembre 2016. Le 22 septembre 2016, Sting a diffusé gratuitement sur YouTube la version audio de 50,000. Sting a interprété la chanson One Fine Day en direct pour la première fois le 6 octobre 2016 sur Deutscher Radiopreis. Le 27 octobre 2016, il a publié gratuitement sur YouTube une version acoustique de I Can't Stop Thinking About You.
Le 3 novembre 2016, Sting a publié gratuitement sur YouTube la version audio de Petrol Head. Il a présenté deux spectacles le 9 novembre 2016 à Irving Plaza, une petite salle de musique de Manhattan, à New York, qui a interprété pour la première fois en concert des chansons du 57e et du 9e iHeartRadio Album Release Party show (prévu à 20h, en effet à 19h) et un spectacle exclusif des membres du Fan Club Sting.com (prévu à 23h, en effet à 22h). Soutenu par un groupe de trois musiciens dont Dominic Miller et Rufus Miller aux guitares ainsi que Vinnie Colaiuta à la batterie, Sting a donné un concert le 12 novembre 2016 d'une durée d'une heure et demie à Paris pour la réouverture du Bataclan, interprétant même des chansons de 57th & 9th. Le premier guitariste de Police, Henry Padovani, a rejoint le groupe sur scène pour Next to You. Par la suite, Sting s'est embarqué sur le 57th & 9th Tour, la tournée a débuté le 1er février 2017 au Commodore Ballroom de Vancouver. 

## Réception des critiques
57th & 9th a reçu des critiques généralement positives de la part des critiques de musique. Au Metacritic, qui attribue une note normalisée sur 100 aux critiques des critiques traditionnels, l'album a reçu un score moyen de 67, ce qui indique des  « avis généralement favorables », sur la base de huit avis.

## Titres
| No  | Titre                                 | Durée |
| --- | ------------------------------------- | ----- |
| 1.  | I Can't Stop Thinking About You       | 3:30  |
| 2.  | 50,000                                | 4:17  |
| 3.  | Down, Down, Down                      | 3:48  |
| 4.  | One Fine Day                          | 3:14  |
| 5.  | Pretty Young Soldier                  | 3:06  |
| 6.  | Petrol Head                           | 3:32  |
| 7.  | Heading South On The Great North Road | 3:18  |
| 8.  | If You Can't Love Me                  | 4:34  |
| 9.  | Inshallah                             | 4:56  |
| 10. | The Empty Chair                       | 2:49  |

| 11. | I Can't Stop Thinking About You (LA Version)                       | 3:38 |
| 12. | Inshallah (Berlin Sessions Version)                                | 4:58 |
| 13. | Next To You with The Last Bandoleros (Live at Rockwood Music Hall) |      |

## Musiciens
Sources
- Sting : chant, basse, guitare, piano, percussions
- Dominic Miller : guitare, guitare 12 cordes, shaker
- Jean-Baptiste Moussarie : guitare
- Lyle Workman : guitare
- Rob Mathes : piano
- Martin Kierszenbaum : claviers, orgue, piano, Mellotron
- Josh Freese : batterie
- Vinnie Colaiuta : batterie
- Zack Jones : batterie
- Rhani Krija : percussions
- Salam Al Hassan : percussions
- Accad Al Saed : percussions
- Jerry Fuentes (du groupe The Last Bandoleros) : chant, chœurs, guitare
- Diego Navaira (du groupe The Last Bandoleros) : chant, chœurs, basse
- Derek James (du groupe The Last Bandoleros) : chœurs
- Razan Nassreddine : chant additionnel
- Hazem Nassreddine : zither
- Thabet Azzawi : oud
- Nadim Sarrouh : oud
- Marion Enachescu : violon
- Nabil Al Chami : clarinette